# Armand Nompar de Caumont

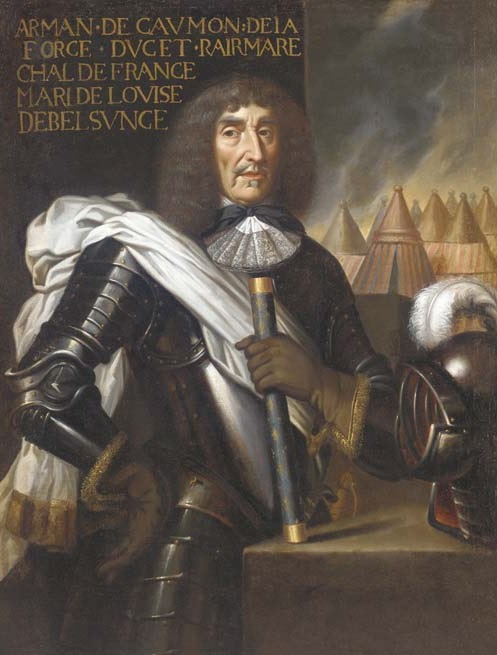
Armand de Caumont, duc de La Force

Wappen des Duc de La Force

Armand Nompar de Caumont, marquis, dann 2. duc de La Force, comte de Mussidan, baron de Castelnau und weiterer Ländereien (* um 1580; † 16. Dezember 1675 auf seinem Schloss La Force im Périgord), war ein Maréchal de France.

## Leben
Armand de Caumont war der älteste Sohn von Jacques Nompar de Caumont, einem der militärischen Führer der Hugenotten, 1. Duc de La Force und Maréchal de France unter Louis XIII sowie Enkel von Armand de Gontaut-Biron, Maréchal de France unter Henri III. Seine Mutter war Charlotte de Gontaut-Biron (1561–1635).
Um 1600 heiratete er Jeanne de La Rochefaton, dame de Saveilles (Département Charente).
Das Paar hatte zwei Kinder: Jacques, ohne Nachkommen, 1661 verstorben, und Charlotte, Ehefrau von Henri de La Tour d’Auvergne, vicomte de Turenne, die ebenfalls kinderlos verstarb.
Am 26. Dezember 1610 wurde er zum Capitaine-lieutenant der Garde du corps du roi von Louis XIII befördert.
Am 19. März 1625 erfolgte die Beförderung zum Maréchal de camp. Während des Krieges in Italien gelang es ihm, Saluzzo, Villafranca und Pancale zu erobern. In Lothringen kämpfte er gegen die Truppen des Deutschen Reichs und konnte die Schlacht bei Raon gewinnen.
Zwischen 1632 und 1637 war er Maître de la garde-robe du roi, ein Amt, das er von dem in Ungnade gefallenen Henri de Talleyrand-Périgord übernommen hatte.
Er nahm an der Belagerung von Corbie und der Schlacht bei Fontarrabie teil.
Nach dem Tod seines Vaters 1652 erbte er die Duché-pairie de La Force und bekam am 29. August des gleichen Jahres den Marschallstab ausgehändigt.
Da er ohne männlichen Nachkommen verstarb, erlosch der Zweig der Familie im Périgord mit seinem Tod. Seine Titel gingen an seinen nächsten Bruder, Henri Nompar de Caumont, über.